# Paweł Sobek
Paweł Szczepan Sobek (ur. 23 grudnia 1929 w Bytomiu, zm. 14 września 2015 w Perth) – polski piłkarz, napastnik. Olimpijczyk.
Był wychowankiem Fortuny Bytom. Lata 1950–1953 spędził w Szombierkach Bytom. Grał także w Górniku Radlin. 
W kadrze debiutował 18 maja 1952 w meczu z Bułgarią, ostatni raz zagrał rok później. Brał udział w igrzyskach olimpijskich w Helsinkach. Łącznie w biało-czerwonych barwach rozegrał 5 oficjalnych spotkań, strzelił jedną bramkę.